# Abhenry
L'abhenry ou henry absolu, de symbole abH, est l'unité CGS d'inductance, c'est-à-dire l'unité de mesure de l'inductance dans le système CGS. Il vaut 10−9 henry.
L'abhenry doit son nom au physicien américain Joseph Henry (1797-1878).

## Définition
Nous avons une inductance de 1 abhenry lorsqu'une augmentation ou une diminution du courant électrique de 1 ampère par seconde entraîne l'induction d'une tension de 1 abV (abvolt). 
Le système SI utilise comme unité d'inductance le henry (H). 
Le rapport entre les deux est,
1 abH = 10 -9 H